# XXVe siècle av. J.-C.
../.. | 
IVe millénaire av. J.-C. |
IIIe millénaire av. J.-C. |
IIe millénaire av. J.-C. |
../..
XXXe siècle av. J.-C.
| XXIXe siècle av. J.-C.
| XXVIIIe siècle av. J.-C.
| XXVIIe siècle av. J.-C.
| XXVIe siècle av. J.-C.

XXVe siècle av. J.-C.
| XXIVe siècle av. J.-C. 
| XXIIIe siècle av. J.-C.
| XXIIe siècle av. J.-C.
| XXIe siècle av. J.-C.
Liste des millénaires |
Liste des siècles

## Événements
- 2500 av. J.-C. : les premières cités chinoises de Taosi au Shanxi, de Liangchengzhen et de Yaowangcheng, au Shandong, sites de la culture de Longshan, atteignent 10 000 habitants. Elles se développent pour atteindre 14 000 habitants vers 2250 av. J.-C.[1]. Commerce à longue distance de produits de luxe, témoignage d’une stratification sociale accrue.

- Vers 2500 av. J.-C. : 

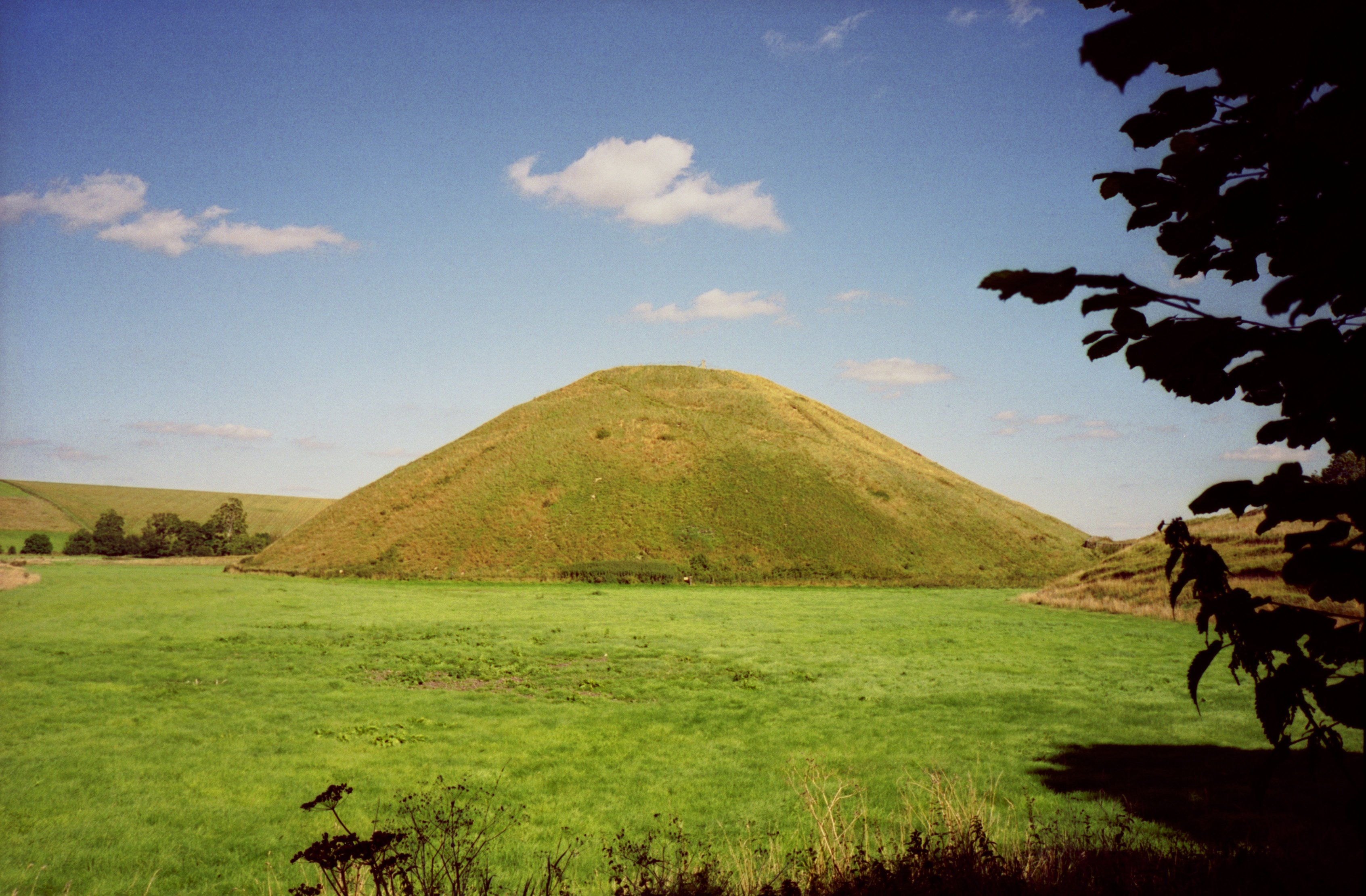
Silbury Hill.

  - les cultures de Lungshanoïd (ouest et sud) et de Yuanshan (nord et est) succèdent à la culture de Dapenkeng à Taïwan. Riziculture, couteaux à moisson de pierre et tessons de poterie cordée[2] ;
  - début de l'introduction de la céramique et de la riziculture dans les îles d'Asie du Sud-Est par les migrants austronésiens venus de Taïwan : Philippines (vers 2500 av. J.-C.), Palawan, Borneo (vers 2300 av. J.-C.) et le reste de l'Insulinde[3]. Leur arrivée est concomitante avec celle d'animaux domestiques exogènes, et marque le développement des installations permanentes de population agricoles au détriment des populations de chasseurs-cueilleurs.
- 2490-2340 av. J.-C. : deuxième phase de la construction du tertre artificiel de Silbury Hill, haut de 40 m, en Angleterre[4].

### Afrique

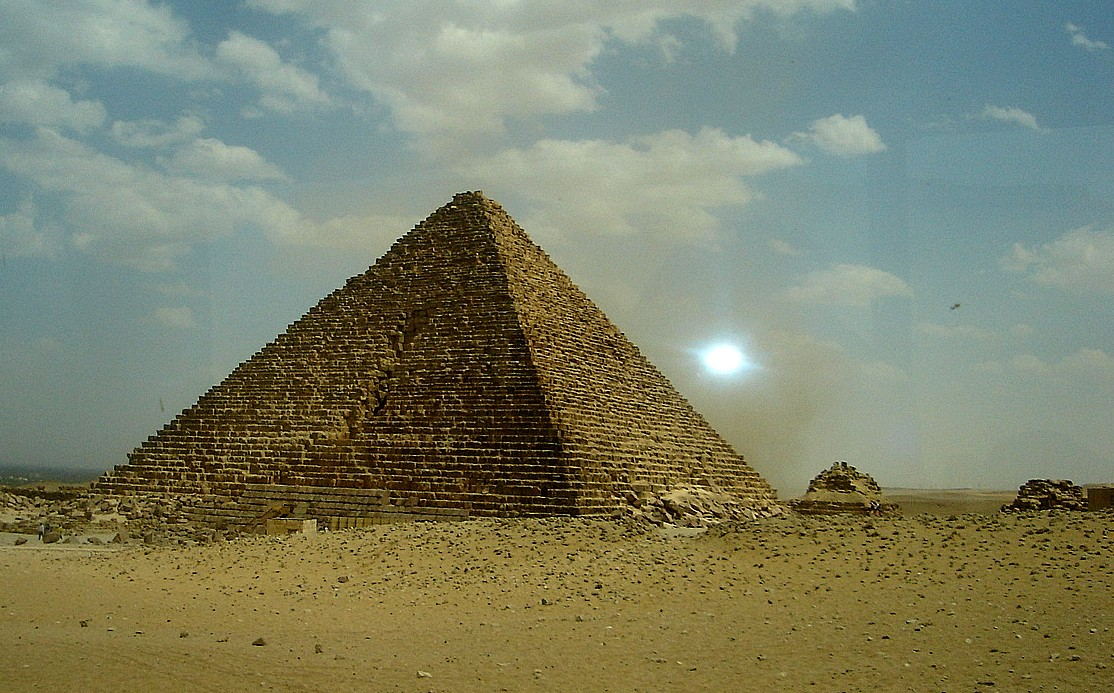
Pyramide de Mykérinos.

- Vers 2500 av. J.-C. : début de la culture du Kerma ancien en Haute Nubie (fin en 2050 av. J.-C.)[5].
- Vers 2490 à 2472 av. J.-C. : règne de Menkaourê (Mykérinos en grec), pharaon de la IVe dynastie, fils de Khéphren, fait construire la dernière et la moins élevée des trois pyramides de Gizeh (66 m)[6].
- Vers 2472 à 2467 av. J.-C. : règne de Chepseskaf[7] qui épouse Khentkaous. Réaction anti-héliopolitaine sous Chepseskaf et Khentkaous[8]. L’existence des derniers rois de la IVe dynastie, Bichérès, Seberchérès et Thamphthis est contestée, bien que l’on ait déchiffré des inscriptions faisant allusion à Chepseskaf, qui serait Seberchérès.

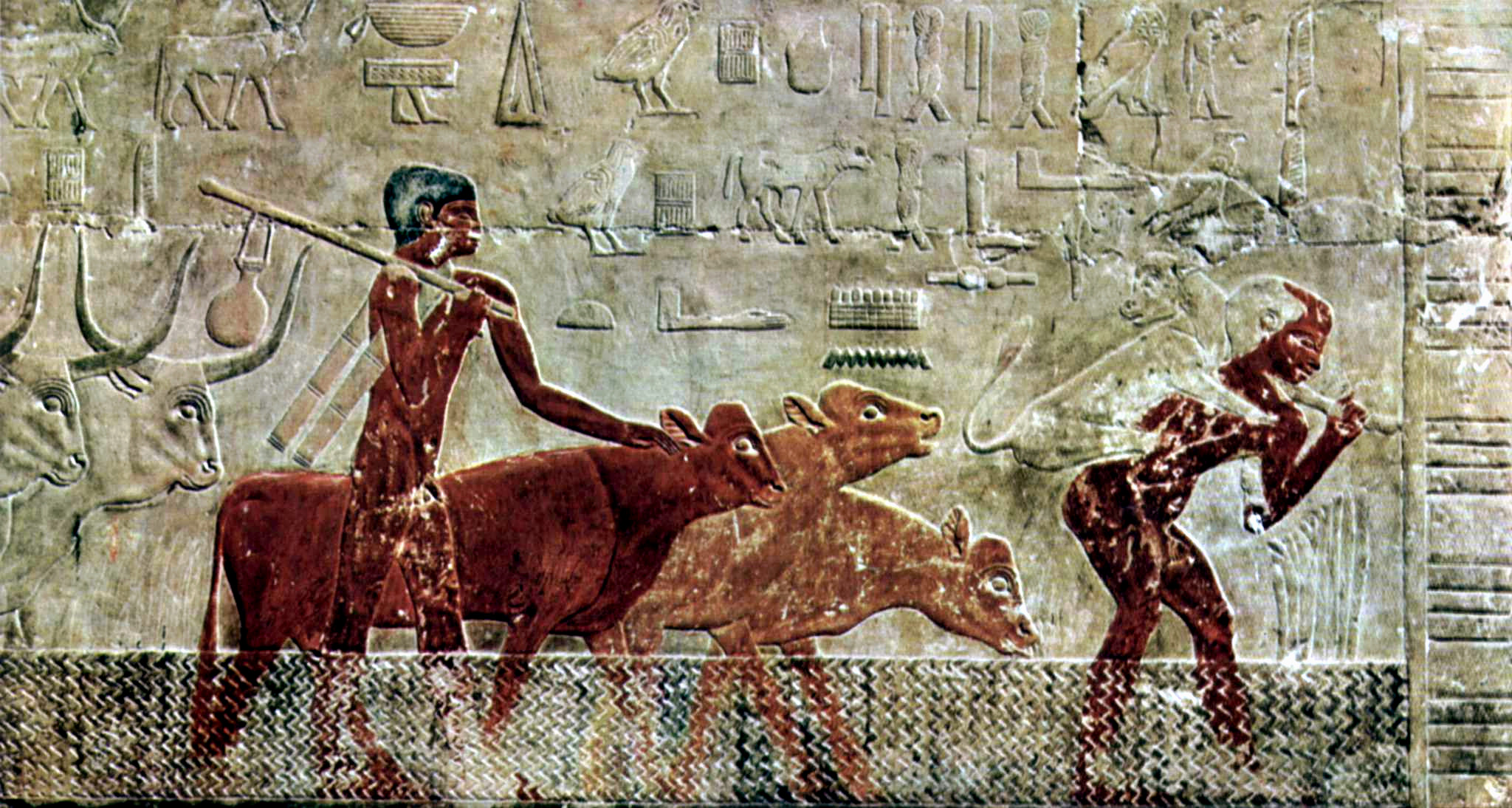
Passage d'un gué, mastaba de Ti, vers 2500

- Vers 2450-2321 av. J.-C.[9],[10] : Ve dynastie. Règnes d'Ouserkaf, Sahourê, Néferirkarê Kakaï, Chepseskarê, Neferefrê[7]. Sous Sahourê, première expédition commerciale attestée dans le Pays de Pount (est du Soudan, nord et ouest de l’Éthiopie). Les expéditions vers Pount se faisaient à la fois par terre, de Coptos à Ouadi Gasous par la piste du  Ouadi Hammamat, en transportant le bois nécessaire à la construction des bateaux, et par mer[8]. Abydos devient la ville sainte d’Osiris lors du développement de son culte sous la Ve et la VIe dynastie[11]. Ti, prêtre du temple solaire de Sahourê, intendant des pyramides de Néferirkarê et Niouserrê[8]. Ranefer, grand prêtre de Ptah à Memphis.

### Proche-Orient
- Vers 2500 av. J.-C. :
  - premières mentions des Amorrites, peuple sémitique[12]. Ils s’installent en Haute Syrie (Amourrou), puis s’infiltrent en Mésopotamie ;
  - les tombes royales sumériennes d'Ur, vers 2500 av. J.-C. ont livré du mobilier, de nombreux objets importés ou de fabrication locale, des chars à quatre roues dont un peut-être utilisé pour la guerre[13], ainsi que des serviteurs et des servantes sacrifiées pour accompagner les défunts[14].

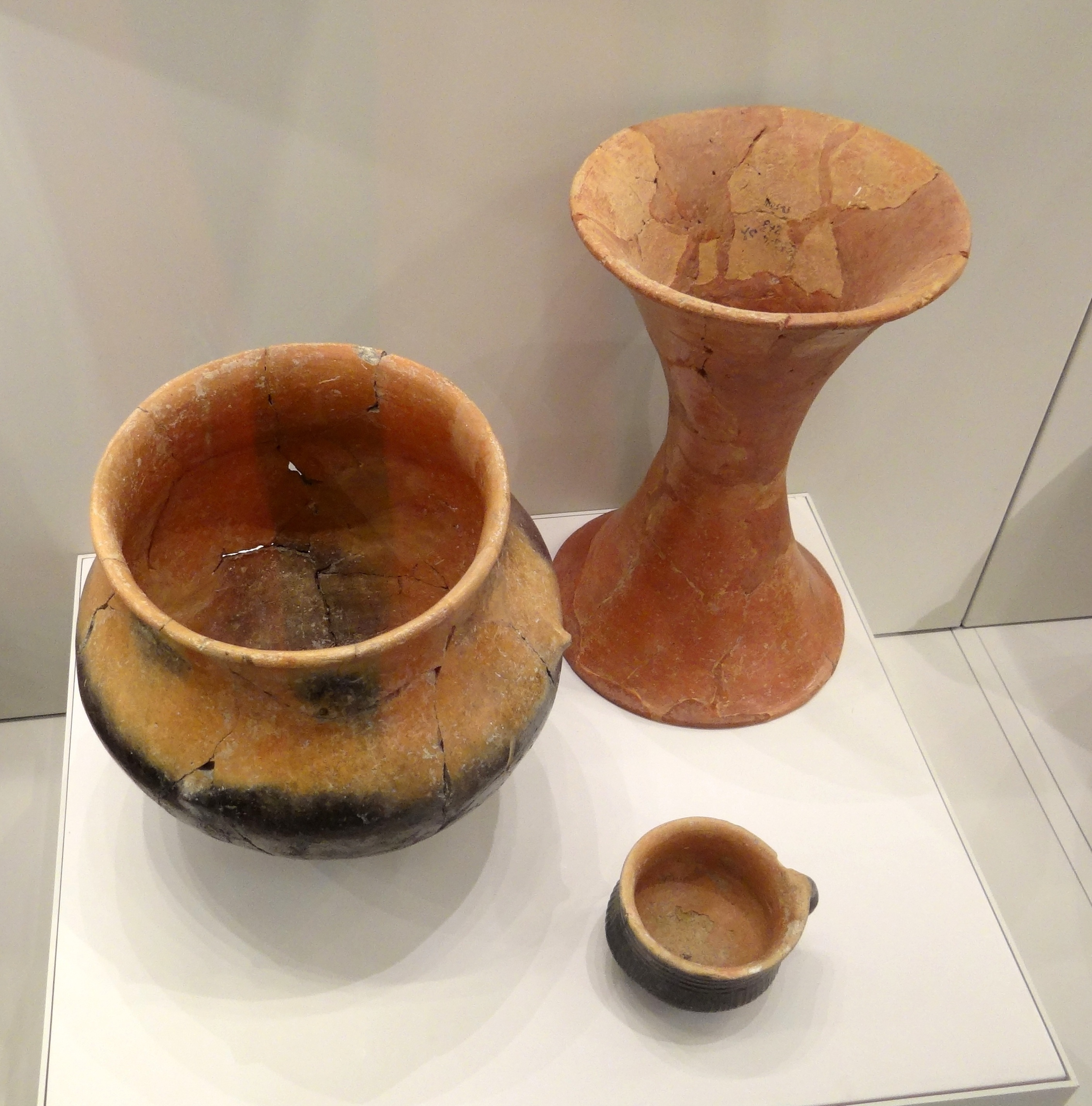
céramique de Khirbet Kerak.

- Vers 2500-2400 av. J.-C. : apparition pacifique d’un peuple venu d’Anatolie orientale en Syrie et en Palestine (céramique noire et rouge dite de Khirbet Kerak)[15].
- Vers 2500-2450 av. J.-C., Mésopotamie : la documentation historique se fait plus dense à Sumer et permet de mieux connaître la nature des rivalités et quelques problèmes de la vie interne des cités : inscriptions royales de Girsu, archives de Shuruppak, Abu Salabikh et Lagash, tablettes de Nippur, Ur, Kish et Adab[15]. Les Instructions de Shuruppak découvertes sur des tablettes fragmentaires exhumées à Abu Salabikh et Adab, datées entre 2500 et 2400 av. J.-C., est un des premiers textes de littérature sumérienne[16].
- Vers 2500-2350 av. J.-C. : première dynastie de Lagash. Règne de Lugal-shag-engur (v. 2500 av. J.-C.), roi de Lagash[17],[18]. Domination de Lagash à Sumer (DA III B)[17]. À l’époque de Lagash existent des unités de chars lourds (deux ou quatre roues pleines), sans doute peu maniables, tirés par des onagres ou des ânes[19].
- 2500-2400 av. J.-C. : Ilshu, Išgi-Mari, Ikun-Šamash, Ikun-Šamagan et Iblul-Il se succèdent sur le trône de Mari[17].
- Vers 2490-2465 av. J.-C. : règne d'Ur-Nanshe, roi de Lagash. Il construit un rempart et plusieurs temples, fait creuser des canaux et commerce avec Dilmoun (Bahreïn) par le port d’Eninkimar[17].
- 2485-2450  av. J.-C. : règne de Meskiagnunna (Mesh-Ki-Ang-Nanna), roi d’Ur[17].
- 2465–2455 av. J.-C. : règne d'Akurgal, roi de Lagash, fils d'Ur-Nanshe. Reprise du conflit entre Lagash et Umma[17].
- Entre 2460 et 2400 av. J.-C. : règnes d'Iblul-Il, roi de Mari et d'Arennum, roi d’Ebla. Iblul-Il mène des campagnes victorieuses en Syrie du Nord[17].

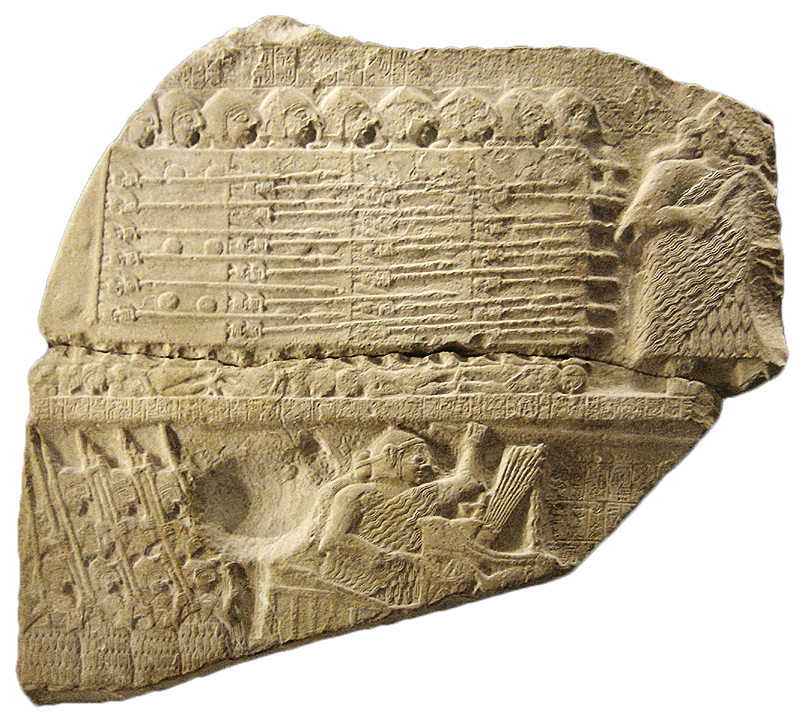
Stèle des Vautours, qui célèbre la victoire d’Eannatum de Lagash sur Umma, présentant le roi comme chef de guerre toujours victorieux. Elle est considérée comme la première relation d’un événement historique complexe. Première mention de l’Élam.

- 2455-2425 av. J.-C. : règne d'Eannatum, roi de Lagash. Il vainc la ville d’Umma à la suite d’un conflit frontalier (Girsu). Le succès final de Lagash semble lui donner une grande puissance : Eannatum doit faire face à plusieurs coalitions de l’Élam et de ses alliés de Transtigrine, d’Ur, Uruk, Akshak, Kish et Mari. Il chasse les Élamites de Sumer, pille ou rase les villes de leurs alliés, vainc Mari, prend Ur et Uruk, arrache Kish à Zuzu, roi d’Akshak[17].
- Vers 2450 av. J.-C. : les troupes de Hamazi, conduites par leur chef Hatanish, traversent le Tigre et s’emparent de Kish où elles vont rester six ans avant que le roi d’Akshak ne la reprenne[17].
- Vers 2450-2300 av. J.-C. : palais présargonique de Mari[19].
- Vers 2450 av. J.-C. : archives du temple de Bawa à Lagash[19].
- Vers 2445 av. J.-C. : règnes de Elulu puis de Balulu , rois d’Ur[17].
- Vers 2430 av. J.-C. : règne de Enbi-Ishtar, roi de Kish[17].
- Vers 2430-2400 av. J.-C. : règne de En-shakush-anna, roi d’Uruk. En-shakush-anna, roi d’Uruk, puis Lugal-anne-mundu, roi d’Adab occupent successivement Kish et Nippur et se font reconnaître suzerains de Sumer[17].
- Vers 2430-2425 av. J.-C. : Enannatum Ier, frère de Eannatoum, roi de Lagash. Nouvelle offensive d’Umma contre Lagash[17].